# St Pancras
St Pancras es un barrio de Londres, actualmente dentro del municipio de Camden. Durante muchos siglos el nombre se usó para diversas zonas denominadas oficialmente, pero en la actualidad se utiliza sobre todo para la estación de ferrocarril y sólo rara vez para la localidad, habiendo sido ampliamente desplazada por otros nombres para distritos que se superponen.

## Historia

### Antigua parroquia
St. Pancras fue originariamente una parroquia medieval, que iba desde cerca de lo que ahora es Oxford Street hacia el norte hasta llegar a Highgate, y de lo que hoy es Regent's Park en el oeste hasta la carretera actual llamada York Way en el este, límites que hoy en día abarcan la mayor parte del municipio de Camden, incluyendo la parte central del mismo. Sin embargo, como sugiere el nombre elegido para denominar el municipio, St. Pancras había perdido su estatus como la localidad principal de la zona. El distrito que hoy se abarca con el término St. Pancras no es fácil de definir, y el uso de St Pancras como un nombre de lugar es bastante limitado.

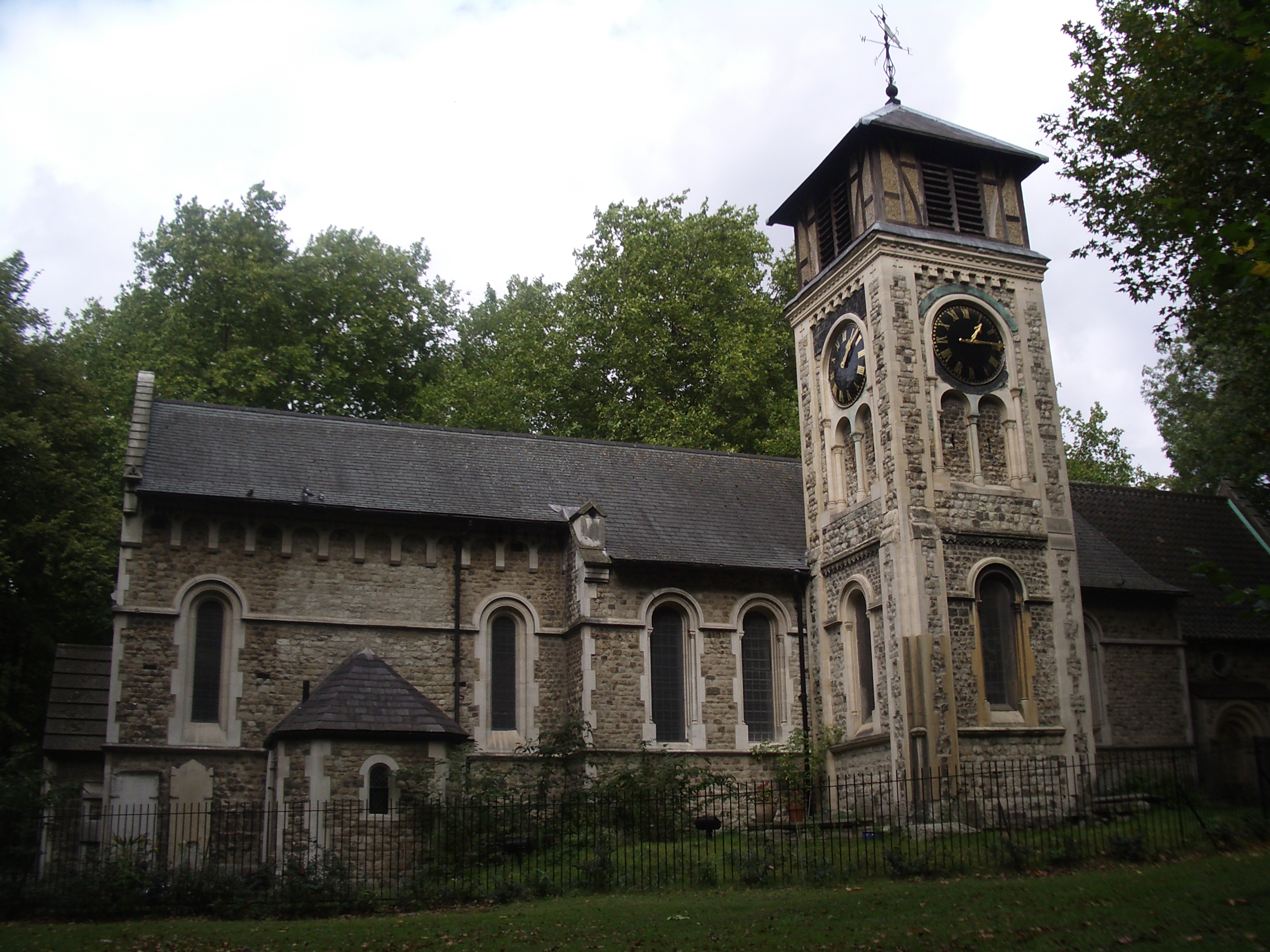
Vieja iglesia parroquial de St. Pancras.

El foco original de St. Pancras fue la vieja Iglesia de St. Pancras, que está en la parte meridional de la parroquia, y muchos creen que fue uno de los lugares de culto cristiano más antiguos en Gran Bretaña. Sin embargo, en el siglo XIV la población abandonó el sitio y se trasladó a Kentish Town, posiblemente debido a las inundaciones del río Fleet, que es actualmente subterráneo, y la disponibilidad de mejores pozos en Kentish Town. El antiguo asentamiento se abandonó y la iglesia se hallaba en ruinas para el año 1847.
En los años 1790, el conde de Camden empezó a desarrollar algunos campos en el norte y en el oeste de la vieja iglesia como Camden Town, que se ha convertido en un nombre de lugar mejor conocido que St. Pancras. A mediados del siglo XIX, dos grandes estaciones de ferrocarril se erigieron al sur de la vieja iglesia, una de ellas llamada St. Pancras y la otra King's Cross. Un distrito residencial se construyó al sur y al este de la iglesia, pero normalmente se la conoce como Somers Town. El término St. Pancras a veces se aplica a la zona inmediatamente vecina a la estación de St. Pancras, pero King's Cross es el nombre habitual para la zona alrededor de las dos principales estaciones en su conjunto.
En 1822, la nueva iglesia de St. Pancras en Euston Road servía como iglesia parroquial, y a finales del siglo la antigua parroquia se había dividido en otras 37, incluyendo una para la vieja iglesia de St. Pancreas reconstruida. Hay actualmente 17 parroquias de la Iglesia de Inglaterra se hallan completamente dentro de los límites de la antigua parroquia, todas las cuales se benefician de las distribuciones del St Pancras Lands Trust, y la mayor parte de las cuales se encuentran en South Camden Deanery en la zona de Edmonton de la diócesis de Londres. El actual vicario, Revd Anne Stevens, es la primera mujer vicario en St. Pancras y la primera mujer vicaria de la Iglesia de Inglaterra en el muy conservador Deanery de South Camden. La iglesia parroquial de St. Pancras es un monumento protegido con Grado 1 y famosa por su estilo neogriego y el Festival de Londres de Música eclesiástica contemporánea de Londres. 

### Municipio metropolitano
La parroquia de St. Pancras fue administrada por un vestry hasta que se estableció el municipio metropolitano de St. Pancras en 1900. En 1965 el terreno de este municipio fue combinado con el de otros dos para formar el municipio londinense de Camden. 

## Cementerios

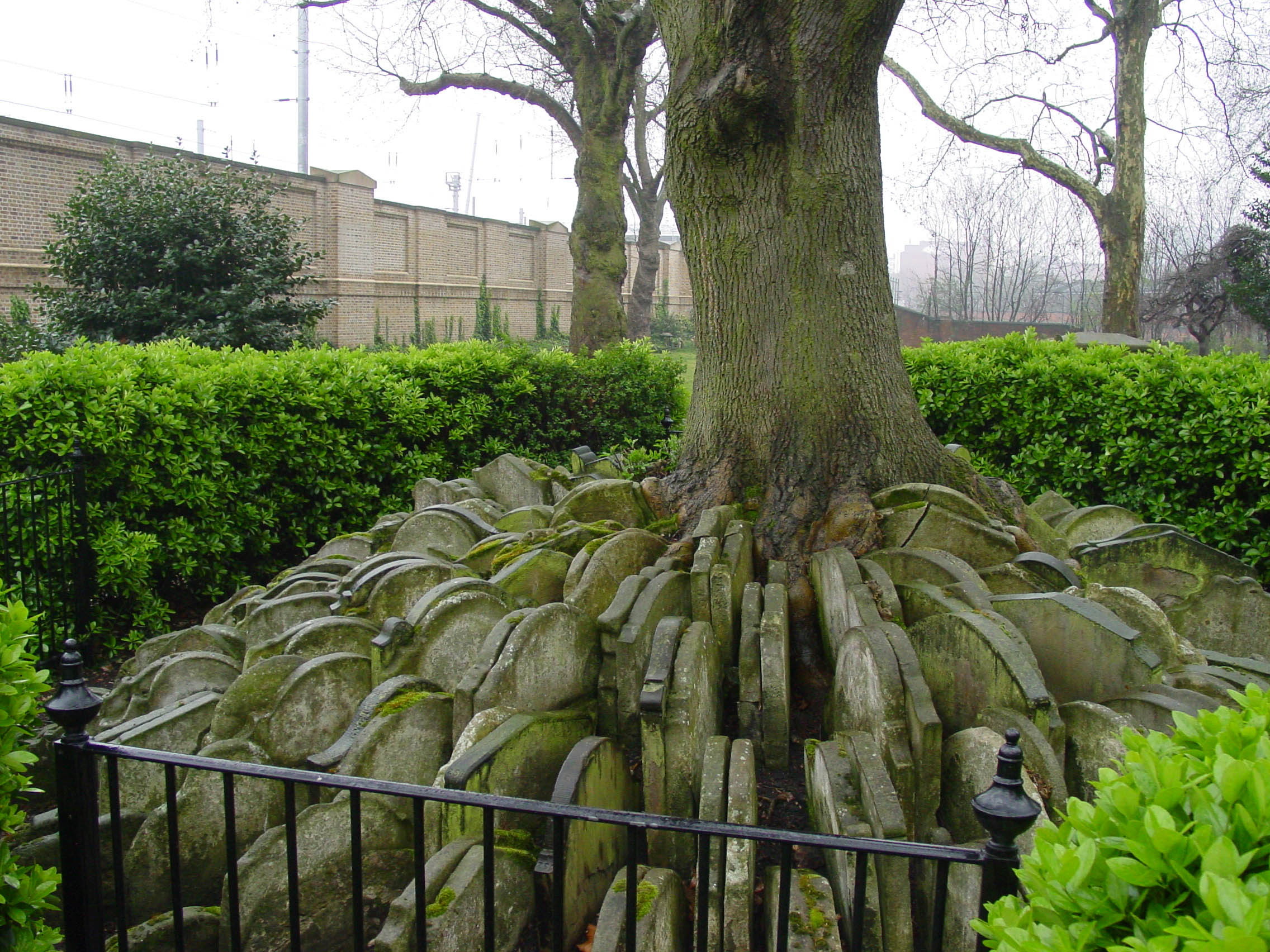
The Hardy Tree, que crece entre lápidas, mientras Thomas Hardy trabajaba aquí

En los siglos XVIII y XIX, St. Pancras fue famoso por sus cementerios. Como el de la vieja iglesia de St. Pancras, también contenía los de Iglesia de St James's (Piccadilly) (actualmente amenazado por las propuestas de dos carriles de alta velocidad), St Giles in the Fields, St Andrew (Holborn), Iglesia de St. George (Bloomsbury) y St George the Martyr (Holborn). Todos ellos fueron cerrados en virtud de la Ley de enterramiento extramuros de 1854; la parroquia tuvo que comprar tierra más lejos y eligicó East Finchley para su nuevo cementerio de St. Pancras.
El camposanto en desuso de la vieja iglesia de St. Pancras fue dejado durante 30 años, hasta que el edificio del Midland Railway exigió que se quitaran parte de las tumbas. Thomas Hardy, entonces un joven arquitecto y más tarde novelista y poeta, intervino implicado en esta labor. Particularmente, colocó una serie de lápidas alrededor de un árbol, conocido hoy como "the Hardy Tree" ("El árbol de Hardy"). El cementerio se vio perturbado de nuevo en 2002-03 por la construcción del Channel Tunnel Rail Link, pero se tuvo mucho más cuidado con la remoción de los restos que en el siglo XIX.

## Divisiones políticas
El nombre de St. Pancras sobrevive en el nombre de la circunscripción electoral local para el Parlamento: "Holborn and St. Pancras". Uno de los distritos políticos de Camden se llama "St Pancras and Somers Town"; sin embargo, los límites del distrito se eligen para dividir un municipio en partes más o menos idénticas, sin consideración a límites históricos o el uso que se haga en la vida diaria. Además de Somers Town y la zona alrededor de la vieja iglesia de St. Pancras, el distrito incluye gran parte de Camden Town y el anterior Kings Cross Goods Yard, que está siendo remodelado como un distrito de uso mixto, bajo el nombre de Kings Cross Central.

## Hitos

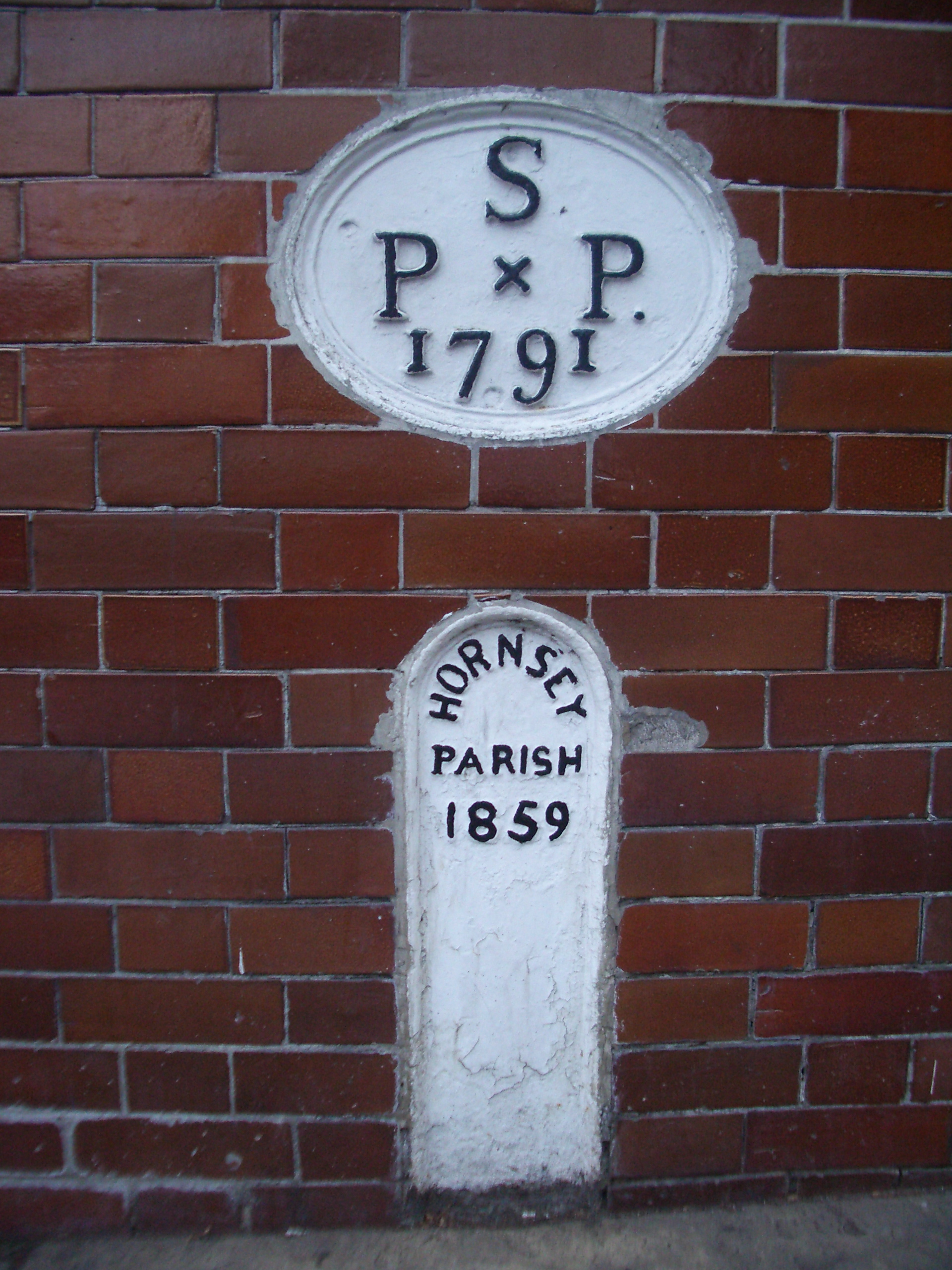
Piedra limítrofe entre St. Pancras y Hornsey en Highgate

La vieja iglesia de St. Pancras y su camposanto están relacionados con Charles Dickens, Thomas Hardy y el círculo de Wollstonecraft. Inmediatamente al norte del camposanto se halla el Hospital de St. Pancras, anteriormente el Hospital de Londres para Enfermedades Tropicales. St. Pancras es una de las estaciones de ferrocarril más conocidas en Inglaterra. Se ha ampliado actualmente y hoy en día es la estación término para los servicios del Eurostar por el Túnel del Canal de la Mancha.

### Transporte
Lugares más cercanos
- King's Cross y Somers Town al norte
- Bloomsbury al oeste y al sur
- Clerkenwell al este

Las estaciones de metro más cercanas son: King's Cross St Pancras y Russell Square. Las estaciones de ferrocarril del National Rail más cercana son King's Cross y St. Pancras.

## Residentes destacados
- Reg Freeson, político
- Elizabeth Eiloart, escritora
- W. B. Yeats, poeta
- William Hartnell, actor